# Non siamo soli (album Giovanni Caccamo)
Non siamo soli è il secondo album in studio del cantautore italiano Giovanni Caccamo, pubblicato il 12 febbraio 2016 dalla Sugar Music.

## Tracce
1. Silenzio – 3:20
2. Nonostante noi – 3:29
3. Via da qui (con Deborah Iurato) – 3:37
4. Non siamo soli – 3:19
5. Da domani – 3:30 (testo: Alfredo Rapetti Mogol, Giovanni Caccamo – musica: Federica Abbate, Matteo Buzzanca)
6. Senza motivo – 2:28
7. Resta con me (con Carmen Consoli) – 3:41
8. Rimani – 2:58
9. Sei – 3:22
10. Più tempo – 3:10
11. Via da qui (Acoustic) – 3:30

Tracce bonus
1. Amore senza fine (con Deborah Iurato) – 3:00
2. Insieme per l'eternità (lava) (con Malika Ayane) – 5:59

## Classifiche
| Classifica (2016) | Posizione massima |
| ----------------- | ----------------- |
| Italia            | 25                |